# Гезарабад
Гезарабад (перс. هزاراباد) — село в Ірані, у дегестані Мазрае-Нов, у Центральному бахші, шахрестані Аштіан остану Марказі. За даними перепису 2006 року, його населення становило 129 осіб, що проживали у складі 41 сім'ї.

## Клімат
Середня річна температура становить 11,75 °C, середня максимальна – 30,58 °C, а середня мінімальна – -8,95 °C. Середня річна кількість опадів – 229 мм.
| Клімат поселення                              | Клімат поселення | Клімат поселення | Клімат поселення | Клімат поселення | Клімат поселення | Клімат поселення | Клімат поселення | Клімат поселення | Клімат поселення | Клімат поселення | Клімат поселення | Клімат поселення | Клімат поселення |
| Показник                                      | Січ.             | Лют.             | Бер.             | Квіт.            | Трав.            | Черв.            | Лип.             | Серп.            | Вер.             | Жовт.            | Лист.            | Груд.            |                  |
| Середній максимум, °C                         | 6,84             | 8,16             | 12,26            | 17,84            | 22,67            | 28,99            | 30,58            | 30,37            | 26,10            | 19,91            | 13,08            | 7,68             |                  |
| Середня температура, °C                       | −1,06            | 0,27             | 4,37             | 9,95             | 14,78            | 21,11            | 24,56            | 24,35            | 20,08            | 13,88            | 7,05             | 1,66             |                  |
| Середній мінімум, °C                          | −8,95            | −7,62            | −3,52            | 2,06             | 6,88             | 13,22            | 18,56            | 18,34            | 14,06            | 7,87             | 1,05             | −4,36            |                  |
| Норма опадів, мм                              | 33               | 33               | 43               | 31               | 26               | 3                | 1                | 1                | 0                | 9                | 19               | 30               |                  |
| Середньомісячна швидкість вітру, м/с          | 1.72             | 1.90             | 2.62             | 2.68             | 2.52             | 2.35             | 2.40             | 2.18             | 2.14             | 1.93             | 1.62             | 1.47             |                  |
| Середньомісячна сонячна радіація, кДж/м²·день | 9210             | 12417            | 15061            | 18491            | 22360            | 26834            | 26082            | 24128            | 20986            | 15605            | 11193            | 9020             |                  |
| --------------------------------------------- | ---------------- | ---------------- | ---------------- | ---------------- | ---------------- | ---------------- | ---------------- | ---------------- | ---------------- | ---------------- | ---------------- | ---------------- | ---------------- |
| Джерело:                                      |                  |                  |                  |                  |                  |                  |                  |                  |                  |                  |                  |                  |                  |